# 马家庄乡 (娄烦县)
马家庄乡，是中华人民共和国山西省太原市娄烦县下辖的一个乡镇级行政单位。

## 行政区划
马家庄乡下辖以下地区：
边家庄村、河家兰村、苇院坪村、潘家庄村、大圣堂村、张家庄村、新城村、马家庄村、西会村、武家梁村、蔡家庄村、河北庄村、罗家岔村、都交曲村、柳林寺村、进善村、杜家庄村和尖山铁矿社区。